# Compañeros de Guillermo el Conquistador
El término «compañeros del Conquistador» se refiere en su sentido más amplio a los que planearon, organizaron y se unieron a Guillermo II de Normandía en la conquista de Inglaterra (1066-1071). En algunas obras aparecen relacionados hasta 474 compañeros de armas, nobles y caballeros, del Conquistador. Sin embargo, el término también hace referencia más estrictamente a los nobles que combatieron en la batalla de Hastings (14 de octubre de 1066). El artículo se refiere a estos últimos.